# Ouro Ardo
Ouro Ardo est une commune rurale du Mali, dans l'arrondissement central de Ténenkou, le cercle de Ténenkou et la région de Mopti.

## Histoire
En novembre 2016, les élections municipales ne peuvent pas se tenir dans la commune pour des raisons de sécurité.

## Villages
La commune compte 27 localités relevées lors du recensement général de 2009. 
Les villages le plus peuplés sont :
- Niga (1 068 habitants)
- Kinieye (740 habitants)
- Kondo (566 habitants)